# Cherchera
Cherchera é um gênero de mariposa pertencente à família Crambidae.